# Ryō Hayami
Ryō Hayami (速水 亮 Hayami Ryō?) es un actor japonés nacido en Kimitsu, Chiba, Japón. Es conocido por interpretar al héroe Keisuke Jin en el tokusatsu Kamen Rider X.

## Filmografía

### Películas
- Anata gonomi no (1969) - Joven A
- Gamera vs. Jiger (1970) - Kasuki
- Osanazuma (1970)
- Five Riders vs. King Dark (1974) - Keisuke Jin / Kamen Rider X
- Utareru mae-ni ute! (1976) - Matsuda Kensaku
- Sengoku jieitai (1979) - Kazumichi Morishita
- Akujo kamakiri (1983) - Takayuki Shimazaki
- Heisei Riders vs. Shōwa Riders: Kamen Rider Taisen feat. Super Sentai (2014) - Keisuke Jin / Kamen Rider X

### Televisión
- Kamen Rider X (1974) - Keisuke Jin / Kamen Rider X
- Kamen Rider Stronger (1975) - Keisuke Jin / Kamen Rider X
- New Kamen Rider (1979-1980) - Keisuke Jin / Kamen Rider X